# Cukier inwertowany

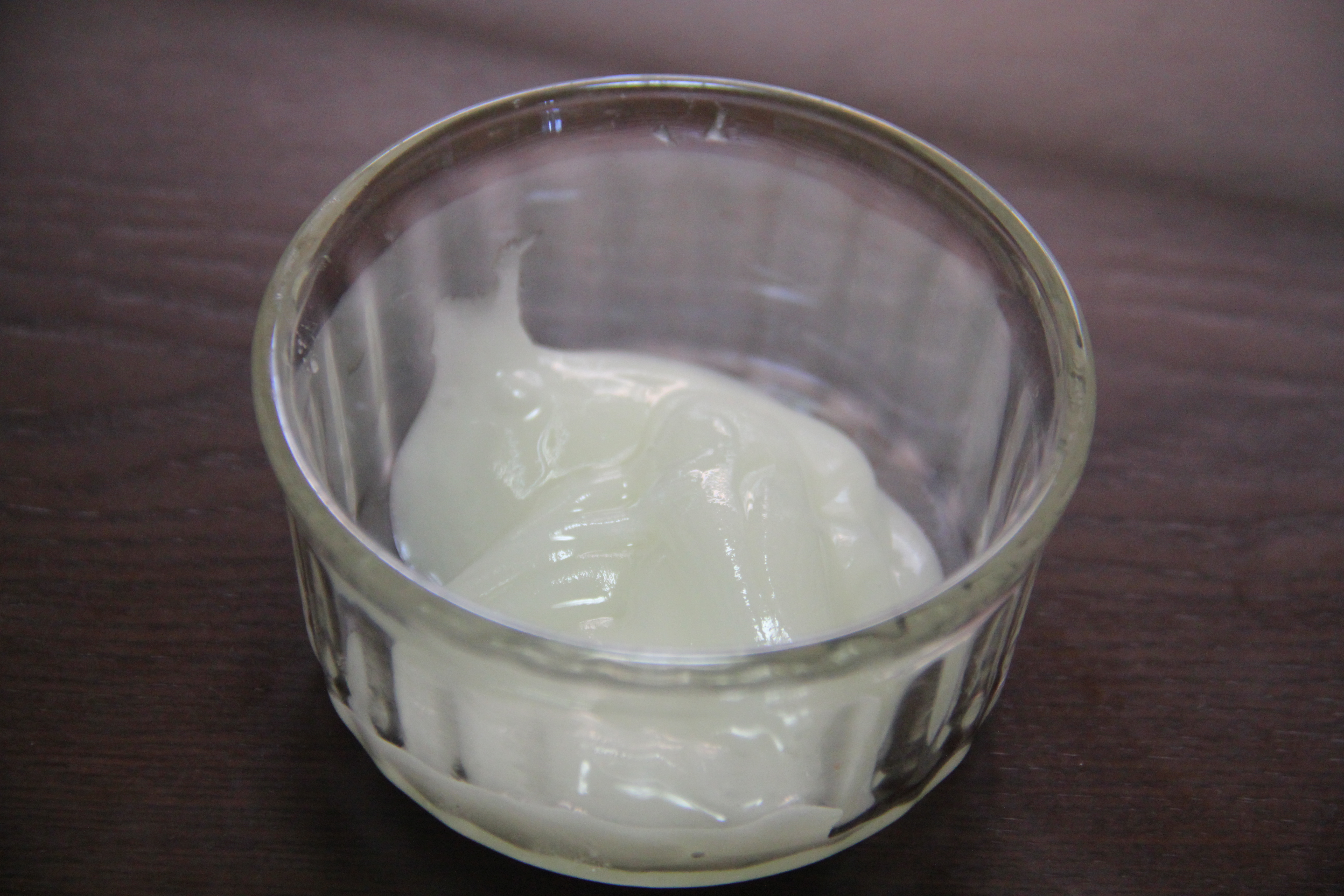
Cukier inwertowany marki Trimoline

Cukier inwertowany, syrop cukru inwertowanego – produkt hydrolizy sacharozy na mieszaninę glukozy i fruktozy, w wyniku której następuje zmiana kierunku skręcenia płaszczyzny polaryzacji światła (inwersja) przechodzącego przez roztwór. Proces ten zachodzi pod wpływem inwertazy, enzymu wytwarzanego np. przez drożdże i pszczoły (cukier inwertowany jest głównym składnikiem miodu). Hydroliza sacharozy zachodzi także w środowisku kwaśnym. Cukier inwertowany jest substancją słodzącą stosowaną w przemyśle.
Sacharoza jest dwucukrem wykazującym aktywność optyczną, a jej skręcalność właściwa wynosi +66,5°. W trakcie hydrolizy rozpada się na dwie cząsteczki cukrów prostych: D-glukozę i D-fruktozę, które także są czynne optycznie. D-Fruktoza skręca światło spolaryzowane silniej w lewo (−92,4°) niż D-glukoza w prawo (+52,7°). W miarę postępu hydrolizy, w roztworze ubywa sacharozy, a przybywa glukozy i fruktozy. W efekcie kąt skręcania płaszczyzny światła spolaryzowanego zmniejsza się, przechodzi przez zero i w końcu zmienia znak na przeciwny (ujemny):
| C12H22O11 + | H2O → | C6H12O6 +                      | C6H12O6     |
| sacharoza   |       | glukoza                        | fruktoza    |
| [α]D=+66,5° |       | [α]D=+52,7°                    | [α]D=−92,4° |
|             |       | cukier inwertowany [α]D=−19,9° |             |

Zjawisko to nosi nazwę inwersji skręcalności optycznej. Z tego względu skręcającą w lewo równocząsteczkową mieszaninę D-glukozy i D-fruktozy nazywa się cukrem inwertowanym, a sam proces hydrolizy inwersją sacharozy.

## Rodzaje cukru inwertowanego spotykane w obrocie handlowym
- płynny cukier[1] – wodny roztwór sacharozy o zawartości cukru inwertowanego do 3%.
- płynny cukier inwertowany[2] – zawartość cukru inwertowanego wynosi do 50%.
- syrop cukru inwertowanego[3] – zawartość cukru inwertowanego wynosi ponad 50%.

| zawartość                | Płynny cukier | Płynny cukier inwertowany | Syrop cukru inwertowanego |
| ------------------------ | ------------- | ------------------------- | ------------------------- |
| sucha masa %             | ≥ 62          | ≥ 62                      | ≥ 62                      |
| cukier inwertowany %     | ≤ 3           | 3 do 50                   | ≥ 50                      |
| popiół konduktometryczny | ≤ 0,1         | ≤ 0,4                     | ≤ 0,4                     |

Skład płynnego cukru (roztwór cukru): fruktoza – 37,5%, glukoza – 37,5%, woda – 22,4%, sacharoza – 2,5%, popiół – 0,1%.

## Zastosowanie
Cukier inwertowany w odróżnieniu od sacharozy jest lepiej rozpuszczalny w wodzie, słodszy, wolniej krystalizuje, tworzy mniejsze kryształki oraz wykazuje mniejszą higroskopijność. Jego dodatek do cukru zapobiega krystalizacji. Syrop inwertowany jest używany najczęściej w cukiernictwie, piekarnictwie, przetwórstwie owoców i pszczelarstwie do podkarmiania rodzin pszczelich.
Cukier inwertowany znajduje zastosowanie przy produkcji m.in. polew i pomad, syropów, galaretek, dżemów, konfitur, powideł, cukierków o miękkim lub płynnym nadzieniu, czekolad nadziewanych, marcepanu, sztucznego miodu, syropu klonowego, pieczywa, alkoholi (likierów, ginu, piwa belgijskiego, win musujących).